# Det (film)
Det er en dansk kortfilm fra 2018 instrueret af Casper Rudolf Emil Kjeldsen.

## Handling
I det dystre vinterlandskab i Danmark finder to socialarbejdere en ung kvinde, alene i skoven. Men der er noget bekymrende ved hende; hun taler ikke, og øjnene fylder alle omkring hende med angst. Da hendes tilstedeværelse begynder at krybe ind i alle omkring hende, går det op for dem, at det måske ikke var så god en ide at tage hende væk fra skoven.

## Medvirkende
- Alvilda Lyneborg Lassen, Det
- Mogens Holm, Manfred
- Steen Stig Lommer, Mandlig socialarbejder
- Ingrid-Marie Thorlacius Troelsen, Kvindelig socialarbejder